# Trichomyia armata
Trichomyia armata är en tvåvingeart som beskrevs av Barretto 1954. Trichomyia armata ingår i släktet Trichomyia och familjen fjärilsmyggor. Inga underarter finns listade i Catalogue of Life.